# Arjun Narasingha K.C.
Arjun Narasingha K.C. (em nepali:  अर्जुन नरसिंह केसी, Nuwakot, 27 de setembro de 1947), também conhecido como ANKC, é um político e ex-professor nepalês, atualmente servindo como membro do Parlamento (MP) de Nuwakot, representando o partido Congresso Nepalês.  K.C. serviu como ministro cinco vezes em diferentes governos de coalizão com pastas de Educação, Saúde, Habitação e Planejamento Físico e Desenvolvimento Urbano.  Mais recentemente, ele atuou como Ministro do Desenvolvimento Urbano no Segundo Gabinete de Pushpa Kamal Dahal de 2016 a 2017.  K.C. foi eleito para a legislatura nacional um total de quatro vezes pelo seu círculo eleitoral de Nuwakot.
Ele atuou na qualidade de Secretário Geral Adjunto do Congresso Nepalês (NC) e porta-voz do partido. 
Na 14ª Convenção Geral do Congresso Nepalês, K.C. apresentou a sua candidatura ao Comitê Central citando a necessidade de liderança jovem no partido. É agora um líder sénior no Comitéê Executivo Central, defendendo leis anticorrupção, transparência e responsabilização no parlamento e dentro do partido. 

## Biografia
Arjun Narasingha K.C. nasceu em 27 de setembro de 1950, filho de Bhagwan Narasingha K.C. e Yasoda Devi K.C. em Rautbesi, Nuwakot. 
K.C. possui mestrado em ciências políticas pela Universidade Tribhuwan, Catmandu, Nepal.  Antes de entrar na política, foi professor e chefe do departamento de Ciência Política da Universidade Tribhuvan e também advogado praticante. 
Além disso, ele completou uma bolsa na Universidade Tufts, Boston, EUA, em Relações Internacionais e tomada de decisões de Política Externa em 1982.

## Carreira política

### Início
K.C. entrou pela primeira vez na arena política sendo eleito secretário-geral da Shanti Vidya Griha High School de 1961-63.  Ele então atuou posteriormente como vice-presidente e presidente do National (atualmente conhecido como Shanker Dev Campus) de 1964-1967. Ele é membro fundador e coordenador da União Estudantil do Nepal. Em 1973, foi eleito Membro Central da Liga da Juventude Socialista Democrática convocada pelo NC em Varanasi. 
Seguindo as instruções da liderança sênior do Congresso, KC concorreu e ganhou uma cadeira nas eleições de 1981, concorrendo como independente. 
K.C. serviu pela primeira vez como Ministro de Estado da Saúde sob Surya Bahadur Thapa de 1982 a 1983 e depois como Ministro da Saúde, Educação e Planejamento Físico de 1995 a 1999.   K.C. foi eleito membro do parlamento duas vezes nas eleições parlamentares de 1991 e 1994.  

### Ministro da Saúde e População (1995-1997)
Em 1996, K.C. desempenhou um papel fundamental na reforma do sistema de saúde do Nepal, com o objetivo de fazer com que o excedente de médicos nas áreas urbanas fosse transferido para as regiões montanhosas, com falta de pessoal.  Introduziu fortes incentivos, promoções mais rápidas e aumento de subsídios e oportunidades de formação para aqueles que trabalham em regiões desfavorecidas do Nepal. Além disso, a aplicação mais rigorosa dos critérios de promoção e a limitação do "kaaj" - a brecha frequentemente utilizada pela qual um médico destacado para as colinas poderia providenciar um retorno à cidade em uma transferência temporária, mas indefinida. A nova legislação restringiu esta prática a um mês por ano. 
Em 1999, K.C. foi nomeado Chefe do Departamento de Relações Internacionais do partido Congresso Nepalês. Em 25 de setembro de 2000, KC foi nomeado porta-voz do Congresso do Nepal pelo então presidente do partido, Girija Prasad Koirala. 

### Papel durante a Revolução de 2006

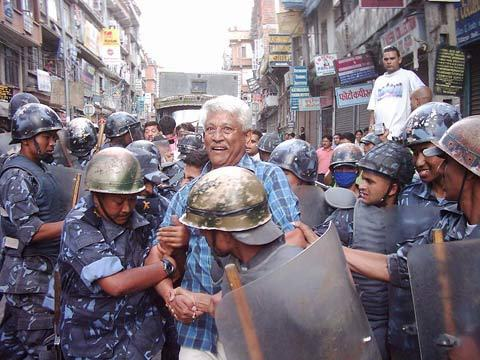
K.C. sendo preso durante a Revolução Nepalesa de 2006

Em 16 de Fevereiro de 2005, a polícia nepalesa prendeu K.C. na sede do partido em Sanepa pela primeira vez desde que o rei impôs o estado de emergência e proibiu os protestos, deteve os principais líderes do partido e suspendeu os direitos fundamentais. 
K.C. passou três meses na prisão antes de ser libertado e foi preso novamente uma semana depois, enquanto participava de uma reunião do partido em Banke, no Nepal.  K.C.  foi nomeado Secretário Geral Adjunto por GP Koirala após a 11ª Convenção Geral do Congresso do Nepal, realizada em Katmandu em agosto de 2005. 

### Era da República Federal
K.C. foi candidato de Nuwakot 1 (círculo eleitoral) nas eleições para a Assembleia Constituinte do Nepal em 2008, mas perdeu para o candidato do Partido Comunista do Nepal (Maoista), Bimala Subedi.
Em 21 de setembro de 2010, K.C. foi eleito pela terceira vez membro do Comitê Central na 12ª Convenção Geral do Congresso Nepalês, garantindo o segundo maior número de votos - 2.034 de 3.087 votos expressos.

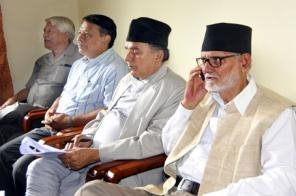
K.C. numa reunião central do partido com outros líderes seniores.

A primeira assembleia constituinte foi dissolvida devido à incapacidade de promulgar a constituição a tempo.  As segundas eleições para a assembleia constituinte foram realizadas em 19 de novembro de 2013. Mais uma vez, KC apresentou a sua candidatura a partir de Nuwakot 1 e foi eleito com uma margem de mais de 8.000 votos contra o candidato da UCPN (maoista), Bimala Subedi. 

### Ministro do Desenvolvimento Urbano (2016-2017)
Durante a sua passagem pelo Ministério do Desenvolvimento Urbano, KC desempenhou um papel importante na promoção dos Objetivos de Desenvolvimento Sustentável ao formular o programa fiscal para o próximo ano. Em 23 de abril de 2017, KC instituiu o Programa de Habitação Popular com o objetivo de fornecer 25.000 casas às comunidades desfavorecidas fora do vale. 

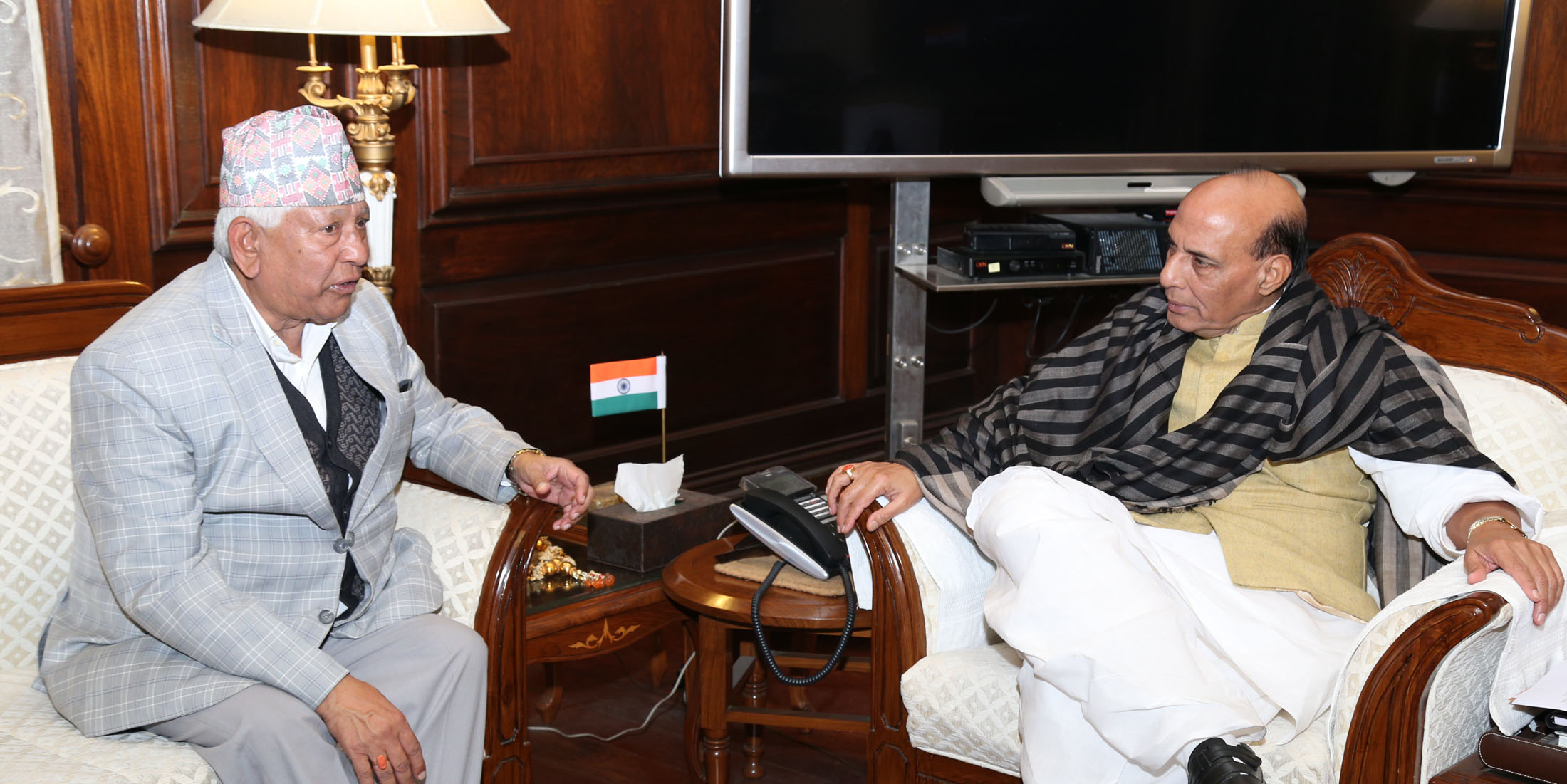
K.C. com o Ministro do Interior indiano, Shri Rajnath Singh, em 2016

Além disso, em 26 de abril de 2017, KC deu o aceno final para iniciar a construção do anel viário externo em Katmandu para tornar a urbanização mais sistemática. A proposta 71,93 A estrada km ficou arquivada por mais de 13 anos devido a lutas políticas internas e corrupção. A primeira fase da construção do anel viário externo terá início ao longo da 6.6km Chobhar-Gamcha-Satungal se estendem a partir do próximo ano fiscal e cobrem aproximadamente 8.000 ropanis de área de terra pertencente a mais de 14.000 proprietários de terras. Da extensão total do anel viário, Catmandu, Lalitpur e Bhaktapur terão uma cobertura de 35,08km, 15,80km e 21,05km respectivamente. 

### Atualmente
Ele perdeu nas eleições de 2017 para o candidato do CPN-UML e do CPN (Centro Maoísta), Narayan Khatiwada. 
Na 14ª Convenção Geral, K.C. desempenhou um papel de liderança formando o campo Koirala-K.C.-Thapa em preparação para as eleições do partido. 
KC foi mais uma vez eleito para o Comitê Central de Trabalho com 2.650 votos, durante a 14ª Convenção Geral. 
Em 28 de janeiro de 2022, K.C. foi nomeado para o Comitê Executivo Central, composto pela liderança máxima do Partido do Congresso Central, pelo presidente do partido, Sher Bahadur Deuba. 
Em 17 de fevereiro, KC lançou o livro Breve História do Congresso Nepalês na residência oficial do Primeiro-ministro em Baluwatar. O parlamentar Deuba lançou o livro e manifestou a opinião de que todos os cidadãos deveriam ler o livro escrito por K.C., dizendo que o livro seria uma orientação para quem quisesse saber sobre a história do partido. 

## Histórico eleitoral

### Eleições da década de 1990
Eleições legislativas de 1991 (Nuwakot 3)
| Partido   | Partido                                                   | Candidato                    | Votos                        |
| --------- | --------------------------------------------------------- | ---------------------------- | ---------------------------- |
|           | Congresso Nepalês                                         | Arjun Narasingha K.C.        | 11,086                       |
|           | Partido Comunista do Nepal (Marxista-Leninista Unificado) | Mahendra Pande               | 10,140                       |
| Resultado | Resultado                                                 | Vitória do Congresso Nepalês | Vitória do Congresso Nepalês |
| Fonte:    |                                                           |                              |                              |

Eleições legislativas de 1994 (Nuwakot 3)
| Partido                   | Partido                      | Candidato                    | Votos                        |
| ------------------------- | ---------------------------- | ---------------------------- | ---------------------------- |
|                           | Congresso Nepalês            | Arjun Narasingha K.C.        | 15,951                       |
|                           | Partido Rastriya Prajatantra | Prakash Chandra Lohani       | 10,387                       |
| Resultado                 | Resultado                    | Vitória do Congresso Nepalês | Vitória do Congresso Nepalês |
| Fonte: Comissão Eleitoral |                              |                              |                              |

Eleições legislativas de 1999 (Nuwakot 3)
| Partido   | Partido                                                   | Candidato                                                            | Votos                                                                |
| --------- | --------------------------------------------------------- | -------------------------------------------------------------------- | -------------------------------------------------------------------- |
|           | Partido Comunista do Nepal (Marxista-Leninista Unificado) | Mahendra Pande                                                       | 13,177                                                               |
|           | Congresso Nepalês                                         | Arjun Narasingha K.C.                                                | 12,808                                                               |
| Resultado | Resultado                                                 | Vitória do Partido Comunista do Nepal (Marxista-Leninista Unificado) | Vitória do Partido Comunista do Nepal (Marxista-Leninista Unificado) |
| Fonte:    |                                                           |                                                                      |                                                                      |

### Eleições da década de 2000
Eleições para a Assembleia Constituinte de 2008 (Nuwakot 1)
| Partido                   | Partido                                                   | Candidato                                       | Votos                                           |
| ------------------------- | --------------------------------------------------------- | ----------------------------------------------- | ----------------------------------------------- |
|                           | Partido Comunista do Nepal (Maoista)                      | Bimala Subedi                                   | 20,581                                          |
|                           | Congresso Nepalês                                         | Arjun Narasingha K.C.                           | 12,984                                          |
|                           | Partido Comunista do Nepal (Marxista-Leninista Unificado) | Rajendra Prakash Lohani                         | 6,730                                           |
|                           | Partido Rastriya Janashakti                               | Rajendra Prasad Shrestha                        | 4,720                                           |
|                           | Partido Comunista do Nepal (Marxista-Leninista)           | Kedar Nath Bajgain                              | 2,237                                           |
|                           | Outros                                                    | Outros                                          | 1,648                                           |
| Votos inválidos           | Votos inválidos                                           | Votos inválidos                                 | 3,286                                           |
| Resultado                 | Resultado                                                 | Vitória do Partido Comunista do Nepal (Maoista) | Vitória do Partido Comunista do Nepal (Maoista) |
| Fonte: Comissão Eleitoral |                                                           |                                                 |                                                 |

Eleições para a Assembleia Constituinte de 2013 (Nuwakot 1)
| Partido          | Partido                                                   | Candidato                    | Votos                        |
| ---------------- | --------------------------------------------------------- | ---------------------------- | ---------------------------- |
|                  | Congresso Nepalês                                         | Arjun Narasingha K.C.        | 17,346                       |
|                  | Partido Comunista do Nepal (Maoista)                      | Bimala Subedi                | 9,145                        |
|                  | Partido Rastriya Prajatantra                              | Dr. Prakash Chandra Lohani   | 6,927                        |
|                  | Partido Comunista do Nepal (Marxista-Leninista Unificado) | Keshav Raj Pandey            | 6,401                        |
|                  | Outros                                                    | Outros                       | 1,235                        |
| Resultado        | Resultado                                                 | Vitória do Congresso Nepalês | Vitória do Congresso Nepalês |
| Fonte: NepalNews |                                                           |                              |                              |

Eleições legislativas de 2017 (Nuwakot 2)
| Partido                   | Partido                                                   | Candidato                                                            | Votos                                                                |
| ------------------------- | --------------------------------------------------------- | -------------------------------------------------------------------- | -------------------------------------------------------------------- |
|                           | Partido Comunista do Nepal (Marxista-Leninista Unificado) | Narayan Prasad Khatiwada                                             | 36,892                                                               |
|                           | Congresso Nepalês                                         | Arjun Narasingha K.C.                                                | 26,335                                                               |
|                           | Outros                                                    | Outros                                                               | 1,830                                                                |
| Votos inválidos           | Votos inválidos                                           | Votos inválidos                                                      | 4,770                                                                |
| Resultado                 | Resultado                                                 | Vitória do Partido Comunista do Nepal (Marxista-Leninista Unificado) | Vitória do Partido Comunista do Nepal (Marxista-Leninista Unificado) |
| Fonte: Comissão Eleitoral |                                                           |                                                                      |                                                                      |

## Vida pessoal
K.C. tem cinco filhos, incluindo quatro filhas e um filho. A sua segunda filha mais velha, Anjana K.C. Thapa, casou-se com o líder popular da juventude e antigo ministro da Saúde, Gagan Thapa. 
Seu irmão mais novo, Jagadiswar Narsingh K.C., serviu na primeira e na segunda Assembleia Constituinte e foi eleito três vezes presidente do Congresso nepalês de Nuwakot. 
Além disso, Kedar Narsingh K.C., seu irmão, atuou anteriormente como Presidente do Conselho Médico do Nepal e Diretor do Centro de Tuberculose em Thimi, Nepal. Ele é o ex-presidente da Sociedade para o Pensamento Democrático, um think tank com sede em Catmandu.  